# Nguyễn Công Phượng
Nguyễn Công Phượng (ur. 21 stycznia 1995) – wietnamski piłkarz, reprezentant kraju. Obecnie występuje w Mito HollyHock.

## Kariera klubowa
Od 2015 roku występował w klubie Hoàng Anh Gia Lai. Od 2016 roku gra w zespole Mito HollyHock.

## Kariera reprezentacyjna
W reprezentacji Wietnamu zadebiutował w 2015.

## Statystyki
| Reprezentacja Wietnamu | Reprezentacja Wietnamu | Reprezentacja Wietnamu |
| Rok                    | Mecze                  | Gole                   |
| ---------------------- | ---------------------- | ---------------------- |
| 2015                   | 2                      | 0                      |
| 2016                   | 7                      | 1                      |
| Razem                  | 9                      | 1                      |